# Cornelius Cash
Cornelius Cash Jr. (nacido el 3 de marzo de 1952 en Macon, Misisipi) es un exjugador de baloncesto estadounidense que disputó una temporada en la NBA, además de jugar en Bélgica, Yugoslavia y Brasil. Con 2,03 metros de estatura, lo hacía en la posición de ala-pívot.

## Trayectoria deportiva

### Universidad
Jugó durante cuatro temporadas con los Falcons de la Universidad Estatal de Bowling Green, en las que promedió 15,7 puntos y 13,5 rebotes por partido. Acabó su carrera como el segundo mejor reboteador de todos los tiempos de los Falcons, solo por detrás de Nate Thurmond, puesto que aún conserva, y como noveno mejor anotador (en la actualidad en el puesto 22). En 1975 se convirtió en el tercer jugador de la Mid-American Conference en alcanzar los 1000 puntos y 1000 rebotes, después del proipio Thurmond y de Wayne Embry. Fue elegido en el mejor quinteto de la conferencia en sus tres últimas temporadas.

### Profesional
Fue elegido en la vigésimo cuarta posición del Draft de la NBA de 1975 por Milwaukee Bucks, y también por los San Diego Conquistadors en la segunda ronda del Draft de la ABA, firmando por los primeros, pero siendo despedido antes del comienzo de la temporada.
En la temporada 1976-77 fichó como agente libre por los Detroit Pistons, pero solo llegó a jugar 6 partidos, en los que promedió 3,5 puntos y 2,7 rebotes. El resto de su carrera deportiva transcurrió en Europa y Sudamérica.

## Estadísticas de su carrera en la NBA

### Temporada regular
| Temporada | Edad | Equipo          | Liga | P | TIT | MIN | TC  | TCA | %TC  | 3P | 3PA | %3P | TL  | TLA | %TL  | R.OF. | R.DEF. | REB | ASIS | ROB | TAP | PER | FP  | PTS |
| 1976-77   | 24   | Detroit Pistons | NBA  | 6 |     | 8.2 | 1.5 | 3.8 | .391 |    |     |     | 0.5 | 1.0 | .500 | 1.3   | 1.3    | 2.7 | 0.2  | 0.3 | 0.2 |     | 1.3 | 3.5 |
| Total     |      |                 | NBA  | 6 |     | 8.2 | 1.5 | 3.8 | .391 |    |     |     | 0.5 | 1.0 | .500 | 1.3   | 1.3    | 2.7 | 0.2  | 0.3 | 0.2 |     | 1.3 | 3.5 |